# Trampolino elastico ai Giochi mondiali 2022 - Doppio mini maschile
La gara del double mini maschile di trampolino elastico ai Giochi mondiali 2022 si è svolta il 15 luglio 2022 a Birmingham.

## Risultati

### Qualificazioni
| Pos | Atleta              | D Score | E Score | Penalità | Punteggio | Totale | Note |
| --- | ------------------- | ------- | ------- | -------- | --------- | ------ | ---- |
| 1   | Ruben Padilla       | 11.600  | 18.800  |          | 30.400    | 61.000 | Q    |
| 1   | Ruben Padilla       | 11.600  | 19.000  |          | 30.600    | 61.000 | Q    |
| 2   | Daniel Schmidt      | 9.200   | 19.100  | -0.600   | 28.300    | 54.500 | Q    |
| 2   | Daniel Schmidt      | 8.000   | 18.800  |          | 26.200    | 54.500 | Q    |
| 3   | Omo Aikeremiokha    | 10.000  | 18.500  |          | 28.500    | 50.800 | Q    |
| 3   | Omo Aikeremiokha    | 5.100   | 17.200  |          | 22.300    | 50.800 | Q    |
| 4   | Ryohei Taniguchi    | 8.700   | 18.400  | -0.600   | 26.500    | 50.400 | Q    |
| 4   | Ryohei Taniguchi    | 5.600   | 18.300  |          | 23.900    | 50.400 | Q    |
| 5   | Kieran Lupish       | 9.200   | 18.600  |          | 27.800    | 50.100 | Q    |
| 5   | Kieran Lupish       | 4.800   | 17.500  |          | 22.300    | 50.100 | Q    |
| 6   | David Franco        | 9.600   | 18.800  | -0.600   | 27.800    | 50.000 | Q    |
| 6   | David Franco        | 4.800   | 17.400  |          | 22.200    | 50.000 | Q    |
| 7   | Tiago Sampaio Romao | 9.200   | 18.400  | -0.600   | 27.000    | 49.400 | Q    |
| 7   | Tiago Sampaio Romao | 5.100   | 17.300  |          | 22.400    | 49.400 | Q    |
| 8   | Jonas Nordfors      | 4.000   | 17.500  | -0.800   | 21.500    | 47.300 | Q    |
| 8   | Jonas Nordfors      | 8.100   | 18.500  |          | 25.800    | 47.300 | Q    |
| 9   | Federico Cury       | 8.400   | 18.600  | -0.600   | 26.400    | 26.400 | R    |
| 9   | Federico Cury       | 0.000   | 0.000   |          | 0.000     | 26.400 | R    |
| 10  | Michael Abrahams    | 0.000   | 0.000   |          | 0.000     | 23.200 | R    |
| 10  | Michael Abrahams    | 5.200   | 18.000  |          | 23.200    | 23.200 | R    |

### Semifinale
| Pos | Atleta              | D Score | E Score | Penalità | Punteggio | Totale |
| --- | ------------------- | ------- | ------- | -------- | --------- | ------ |
| 1   | Ruben Padilla       | 10.400  | 19.200  |          | 29.600    | 29.600 |
| 2   | Daniel Schmidt      | 9.200   | 18.900  |          | 28.100    | 28.100 |
| 3   | Ryohei Taniguchi    | 8.700   | 19.000  |          | 27.700    | 27.700 |
| 4   | David Franco        | 9.600   | 17.800  | -0.600   | 26.800    | 26.800 |
| 5   | Kieran Lupish       | 7.600   | 18.400  | -0.200   | 25.800    | 25.800 |
| 6   | Omo Aikeremiokha    | 7.600   | 16.600  | -1.000   | 23.200    | 23.200 |
| 7   | Tiago Sampaio Romao | 5.100   | 17.400  |          | 22.500    | 22.500 |
| 8   | Jonas Nordfors      | 5.100   | 17.400  |          | 22.500    | 22.500 |

### Finale
| Pos | Atleta           | D Score | E Score | Penalità | Punteggio | Totale |
| --- | ---------------- | ------- | ------- | -------- | --------- | ------ |
| 1   | David Franco     | 10.000  | 18.800  | -0.600   | 28.200    | 28.200 |
| 2   | Daniel Schmidt   | 9.200   | 18.800  | -0.200   | 27.800    | 27.800 |
| 3   | Ryohei Taniguchi | 8.300   | 18.600  |          | 26.900    | 26.900 |
| 4   | Ruben Padilla    | 5.900   | 18.700  | -0.600   | 24.000    | 24.000 |